# Жуль Вальтон
Жуль Вальтон (фр. Jules Valton, 11 травня 1867 — 6 серпня 1941) — французький яхтсмен.
Срібний призер Олімпійських Ігор 1900 року в першому запливі в класі 0,5—1,0 тонна, бронзовий призер 1900 року в другому запливі в класі 0,5—1,0 тонна.